# Edgar Stillman Kelley
Edgar Stillman Kelley (ur. 14 kwietnia 1857 w Sparcie, zm. 12 listopada 1944 w Oxford) – amerykański kompozytor, pianista, pedagog i dyrygent. Jako jeden z nielicznych czerpał z folkloru indiańskiego.

## Życiorys
Kelley pochodził z Nowej Anglii, gdzie jego przodkowie przybyli w pierwszej połowie XVII wieku. Odebrał staranną edukację muzyczną (ukończył w konserwatorium w Stuttgarcie), po czym podróżował i koncertował po Europie, gdzie zaprzyjaźnił się z Edwardem MacDowellem. 
Po powrocie do Stanów Zjednoczonych osiadł w San Francisco, gdzie pracował jako organista i był krytykiem muzycznym w czasopiśmie Examiner. 
W późniejszym okresie swego życia pracował między innymi na Uniwersytecie Nowojorskim oraz Uniwersytecie Yale. Przez pewien czas dział w MacDowell Colony (kolonii artystów założonej przez Marian MacDowell, żonę Edwarda MacDowella).
W roku 1910 został nauczycielem w Western College for Womenn, w miejscowości Oxford w stanie Ohio, gdzie nauczał do aż śmierci.

## Ważniejsze dzieła
- New England Symphony (w której pojawiają się motywy melodii indiańskich oraz protestanckich hymnów religijnych)
- Alice in Wonderland